# Metro de Changsha
El Metro de Changsha (oficialmente 长沙轨道交通;chángshā guǐdào jiāotōng; también llamado 长沙地铁; chángshā dìtiě) es una red de metro en Changsha, la capital de la provincia de Hunan en China.

## Líneas operativas

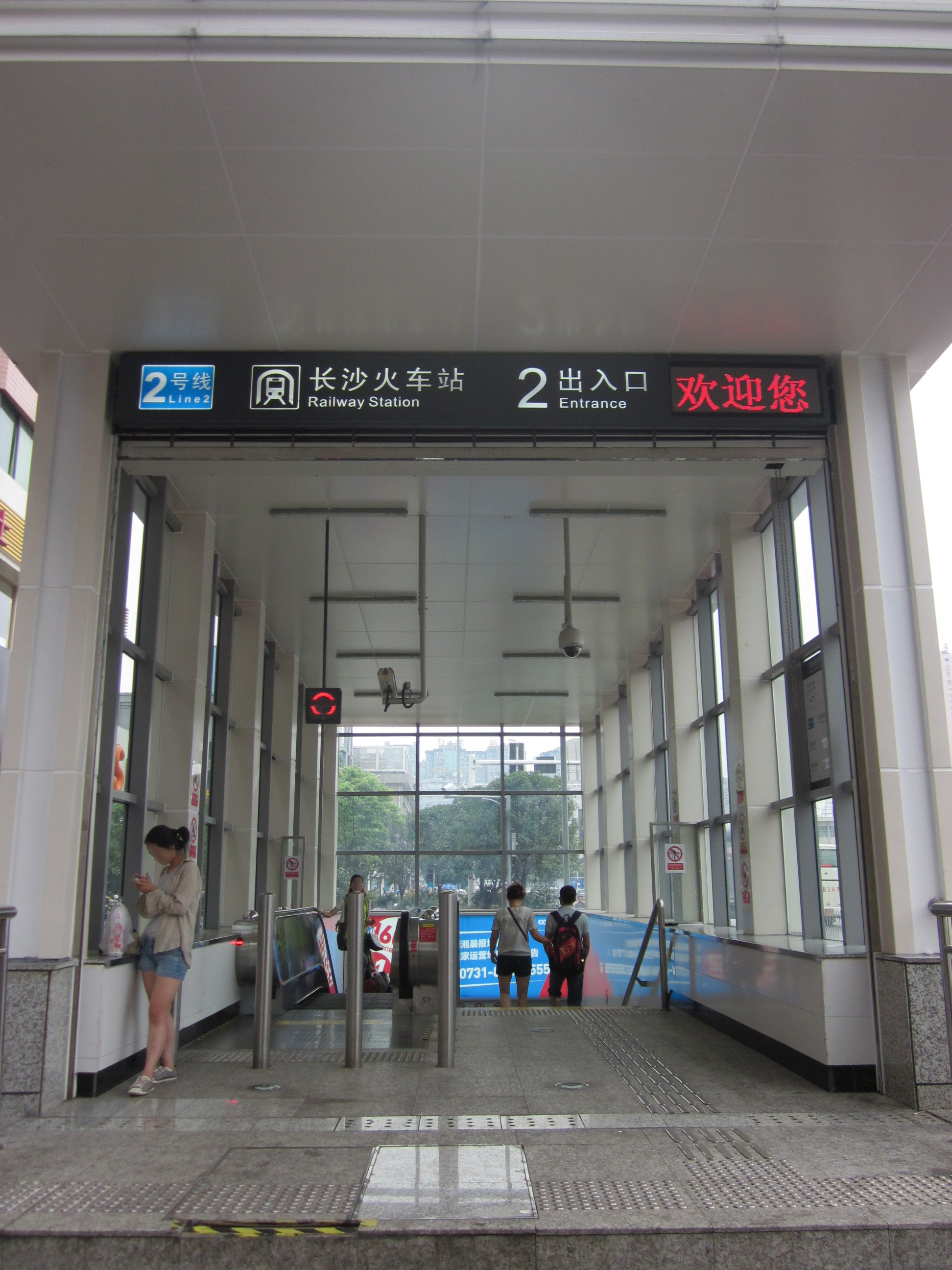
Entrada del metro de la Estación Ferroviaria de Changsha

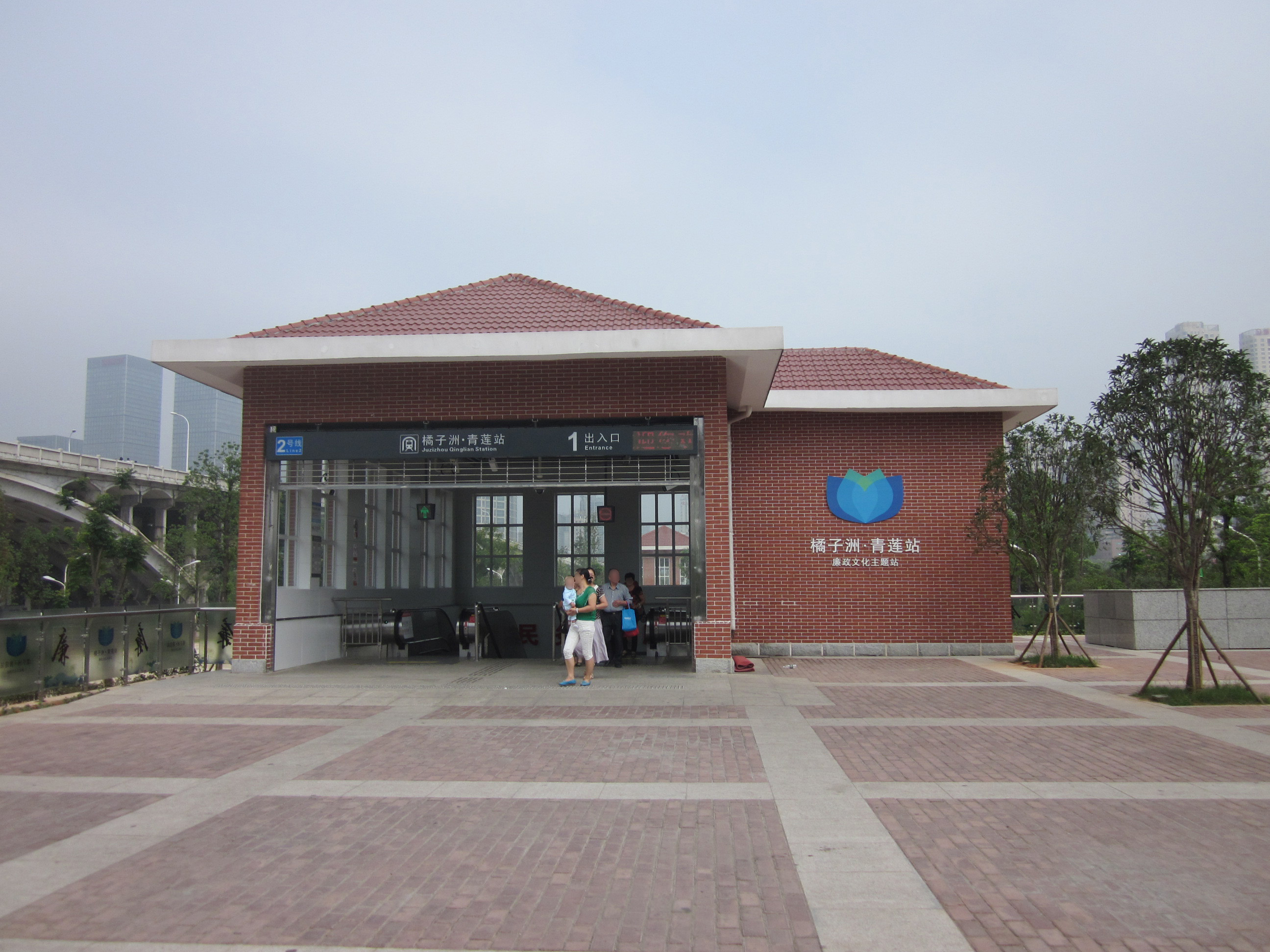
Entrada de la estación de Juzizhou Qinglian

| Línea | Terminales (Distrito)             | Terminales (Distrito)     | Apertura | Última ampliación | Longitud (km) | Estaciones |
| ----- | --------------------------------- | ------------------------- | -------- | ----------------- | ------------- | ---------- |
| 1     | Kaifu District Government (Kaifu) | Shangshuangtang (Yuhua)   | 2016     | －                | 23.55         | 20         |
| 2     | West Meixi Lake (Yuelu)           | Guangda (Changsha Co.)    | 2014     | 2015              | 26.579        | 23         |
| 3     | Shantang (Yuelu)                  | Guangsheng (Changsha Co.) | 2020     | －                | 36.4          | 25         |
| 4     | Guanziling (Wangcheng)            | Dujiaping (Changsha Co.)  | 2019     | －                | 33.5          | 25         |
| 5     | Maozhutang (Yuhua)                | Shuiduhe (Changsha Co.)   | 2020     | －                | 22.5          | 18         |
| Total | Total                             | Total                     | Total    | Total             | 142.5         | 111        |

### Línea 1
La construcción de la Línea 1 empezó en 2010 y fue inaugurado el 28 de junio del 2016. La Línea 1 tiene una longitud de línea de 23.62 kilómetros y 20 estaciones, de las cuales una está elevado y 19 son subterráneeas. El presupuesto de construcción era 14.2 mil millones de yuanes. En la actualidad, una extensión de la línea de 9.9 kilómetros está en construcción, añadiendo 5 estaciones al norte, desde la estación cabecera de Kaifu District Government, sea abierto al público en 2022. La línea 1 se distingue en el mapa con el color rojo

### Línea 2
Línea 2 es una línea que corre desde el este hasta el oeste de Changsha. Fue abierto el 29 de abril del 2014 y fue extendido en diciembre de 2015. La línea actual tiene 26.6 kilómetros de vía y 23 estaciones, y en el mapa tiene el color azul claro.

### Línea 3
La Línea 3 comenzó su construcción el 3 de enero del 2014, y fue abierta el 28 de junio de 2020. Línea 3 tiene una longitud total de 36.4 kilómetros, con 25 estaciones repartidas en toda la línea. La línea recorre desde la Estación de Shantang  hasta la Estación de  Guangsheng. La Línea 3 tiene el color verde pistacho en la red de sistema.

### Línea 4
La línea 4 empezó su construcción el 31 de diciembre del 2014, y fue inaugurado el 26 de mayo de 2019 con 25 estaciones. La Línea 4 tiene 33.5 kilómetros de vía y 25 estaciones, la línea pasa entre la Estación de Guanziling y la de Dujiaping, y se identifica con el color púrpura en el mapa de la red.

### Línea 5
Línea 5 ha estado en construcción en 2015 y fue abierta el 28 de junio del 2020, siendo la línea más nueva de toda la red, junto con la Línea 3. La Línea 5 tiene una longitud total de 22.5 kilómetros, y cuenta con 18 estaciones. Pasa entre las estaciones de Maozhutang y Shuiduhe, y en el mapa de la red tiene el color amarillo.

## Futuras ampliaciones

### En construcción
| Línea       | Terminales | Terminales                     | Próxima apertura | Longitud (km) | Estaciones |
| ----------- | ---------- | ------------------------------ | ---------------- | ------------- | ---------- |
| 6           | Xiejiaqiao | West Huanghua Airport          | 2021/2022        | 48.11         | 34         |
| 3 (fase II) | Shantang   | Xiangtan North Railway Station | 2023             | 17.13         | 8          |

#### Línea 6
La construcción de la sección media de la Línea 6 ha comenzado el 28 de noviembre del 2017. Esta sección tendrá una longitud total de 30.46 kilómetros y contará 23 estaciones. Está previsto inaugurarse en 2021. Los 5.5 kilómetros sección oeste, con 4 estaciones, y los 12.03 kilómetros sección este, con 7 estaciones, está previsto para ser finalizado en 2022. Esta línea recorrerá entre las estaciones de Shaoguang y Changqing, y será identificada con el color azul maríno en el mapa del sistema.

### Proyectos aprobados[14]
| Línea     | Terminales                    | Terminales                | Previsto Abriendo | Lengthkm | Estaciones |
| --------- | ----------------------------- | ------------------------- | ----------------- | -------- | ---------- |
| 1 (Norte) | Caixia Road                   | Kaifu District Government | 2024              | 9.93     | 5          |
| 2 (Oeste) | Changsha West Railway Station | West Meixi Lake           | 2024              | 14.5     | 11         |
| 7         | Wulipai                       | Yuntang                   | 2026              | 17       | 16         |
| 4 (Norte) | Guanziling                    | Lianjiang Road            | TBA               | 14.26    | 8          |
| 5 (Sur)   | Maozhutang                    | East Datuo                | TBA               | 8.43     | 7          |
| 5 (Norte) | Shuiduhe                      | Weisan Road               | TBA               | 3.65     | 2          |

### Planificación a largo plazo
Según la planificación global, por 2030, el Metro de Changsha contará con 6 líneas troncales, 6 locales y 1 línea en Maglev, de forma que la red tendrá 13 líneas y 456 kilómetros de vía.